# シリル・バヤラ
シリル・バヤラ（フランス語: Cyrille Bayala、1996年5月24日 - ）は、ブルキナファソワガドゥグー出身。サッカー選手。ブルキナファソ代表。ポジションはFW。

## クラブ歴
ASFAヤネンガで選手となった。エル・ダーフレイヤSCを経て、2016年8月31日にFCシェリフ・ティラスポリに加入。2017年8月31日に4年契約でRCランスに移籍。

## 代表歴
2013年7月にアフリカネイションズチャンピオンシップ2014予選のニジェール代表戦で代表初出場。2014年1月にアフリカネイションズチャンピオンシップ2014のメンバーに招集された。ウガンダ代表戦で代表初得点を決めたが、チームは1分2敗でグループステージ敗退した。

## 個人成績
2018年7月26日現在
代表での得点一覧
| # | 日附          | 場所                                 | 対戦相手     | 得点 | 結果 | 大会                                       |
| - | ------------- | ------------------------------------ | ------------ | ---- | ---- | ------------------------------------------ |
| 1 | 2014年1月12日 | ケープタウン・アスローン・スタジアム | ウガンダ     | 1–2  | 1–2  | アフリカネイションズチャンピオンシップ2014 |
| 2 | 2018年3月22日 | パリ・スタッド・ディディエ・ピロニ   | ギニアビサウ | 1–0  | 2–0  | 親善試合                                   |

## タイトル
シェリフ・ティラスポリ
- ディヴィジア・ナツィオナラ: 2016-17
- クパ・モルドヴェイ: 2016-17